# Drei Tage Mittelarrest (film 1930)
Drei Tage Mittelarrest è un film del 1930 diretto da Carl Boese.

## Produzione
Il film fu prodotto dall'Allianz Tonfilm GmbH.

## Distribuzione
Distribuito dalla Messtro-Film Verleih GmbH, uscì nelle sale cinematografiche tedesche presentato al Primus-Palast e al Titania-Palast di Berlino il 10 novembre 1930.